# La vida es un carnaval (film)
La vida es un carnaval è un film del 2006 diretto da Samuele Sbrighi.
La pellicola è stata distribuita in Italia da EP Production.

## Trama
Una storia di amore, di sogni, di amicizia e di attriti, di divertimento, ma soprattutto storia di un gruppo di attori, per lo più non ancora affermati, che vivono l'esperienza di girare un film a Cuba. All'interno del villaggio turistico che li ospita vivono un'avventura di cinque settimane, un periodo della loro vita che tra sentimenti contrastanti e passione cinematografica rimarrà per sempre impresso nei loro ricordi.